# الصدع العظيم (علم الفلك)

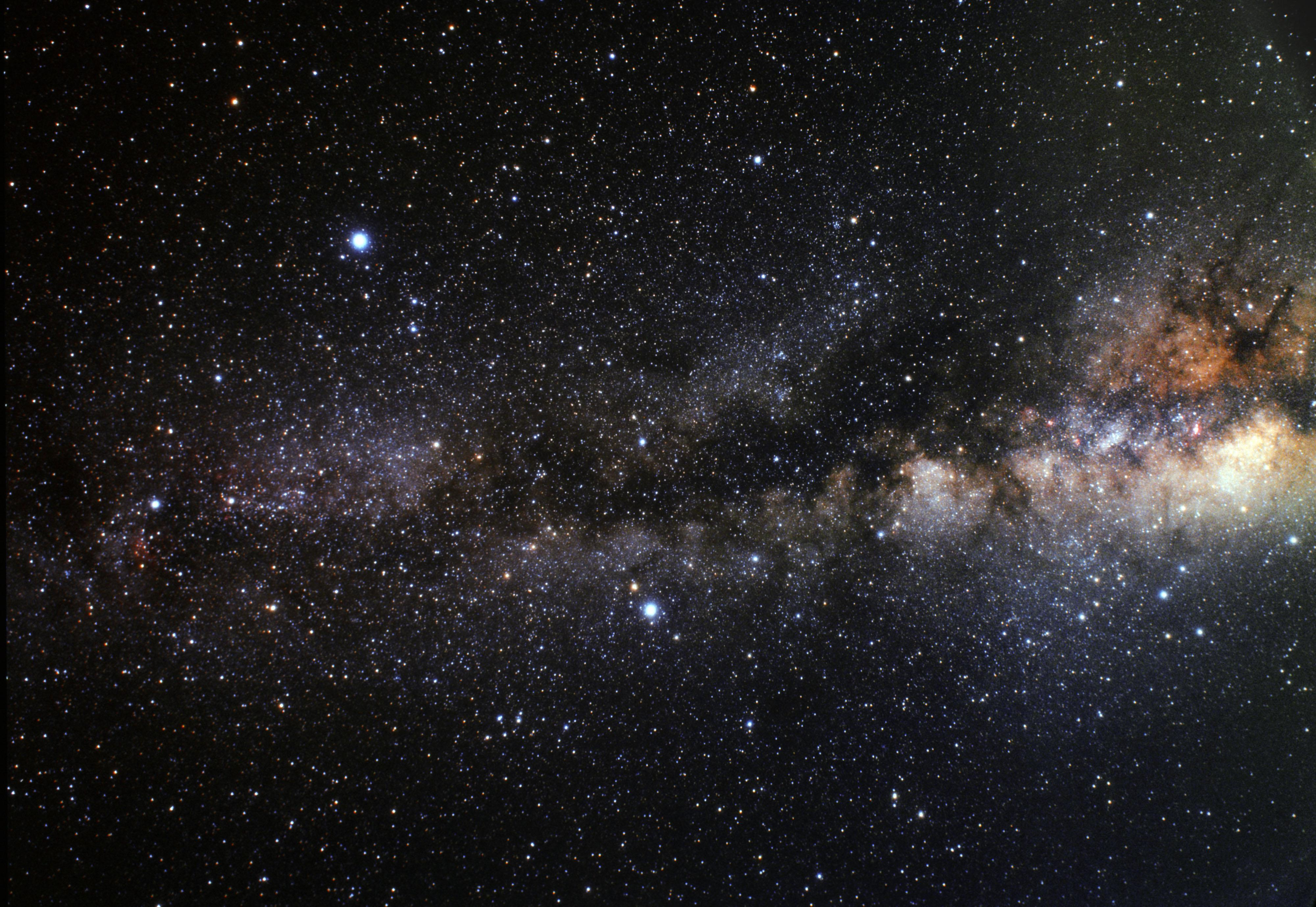
تُظهر هذه الصورة ذات التعريض الزائد ما يزيد قليلاً عن نصف الجزء الداخلي من مجرة درب التبانة (بما في ذلك مركزها). كما هو الحال في جميع الصور الحقيقية من ذراع المجرة، يتم حجب الكثير من خلال الصدع العظيم، وهو عبارة عن سحب غبار داكنة تمتد من كوكبة الدجاجة إلى كوكبة قنطورس.

في علم الفلك، يُعرف الصدع العظيم (أو الصدع المظلم أو النهر المظلم) بأنه شريط مظلم يتكون من سحب الغبار الكوني بين النجوم، التي تحجب بشكل كبير مركز وقطاعات عديدة من مجرة درب التبانة عن رؤية الأرض. في سماء الليل الصافية، يظهر الصدع العظيم كحزام مظلم يبرز على خلفية النجوم اللامعة حول مركز المجرة، ويمكن رؤيته بالعين المجردة أو بالمنظار. يقع الصدع بين النظام الشمسي وذراع القوس المجري، ويعيق رؤية ملايين النجوم في الأطوال الموجية المرئية، مما يشكل شريطاً ضبابياً لامعاً يعبر السماء بعرض 30 درجة. تمتد السحب المظلمة في هذا القطاع من المجرة على مسافة 2,600 - 3,300 سنة ضوئية (800-1,000 فرسخ فلكي) من الأرض، وتحتوي على ما يُقدر بمليون كتلة شمسية من البلازما والغبار. 

## الخصائص

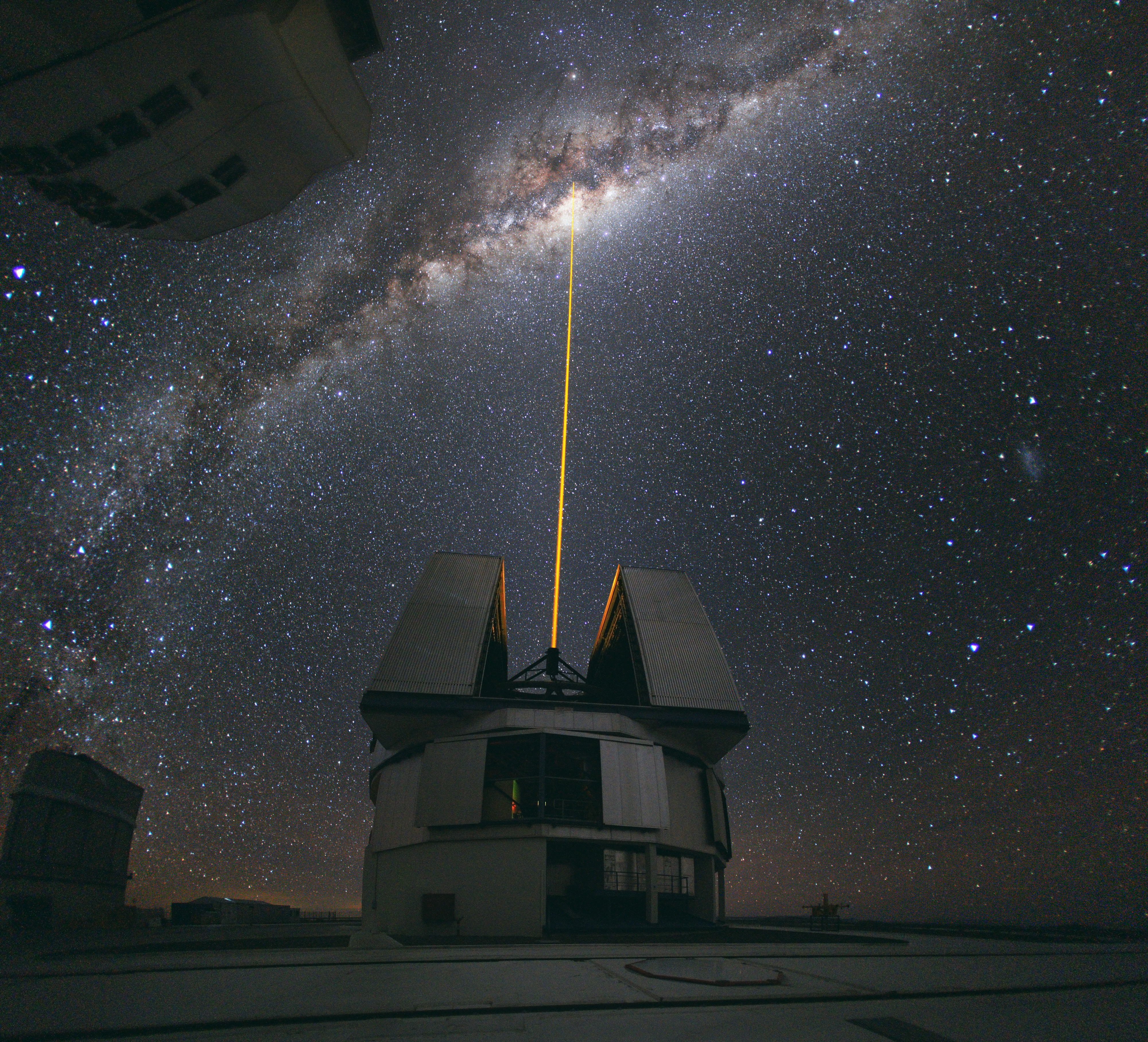
منظر لمجرة درب التبانة والصدع العظيم من تلسكوب ESO الكبير جدًا

بالنسبة للعين المجردة، يظهر الصدع العظيم كممر مظلم يقسم الشريط اللامع لمجرة درب التبانة عمودياً. يغطي حوالي ثلث المجرة، وتحيط به شرائط من النجوم مثل سحابة الدجاجة النجمية. يبدأ الصدع العظيم من سديم أمريكا الشمالية في كوكبة الدجاجة، حيث يُعرف بصدع الدجاجة، ويمتد عبر صدع سيربينز-أكويلا إلى كوكبة الحواء، حيث يتسع، ثم إلى كوكبة القوس، حيث يحجب مركز المجرة، وينتهي عند كوكبة قنطورس.

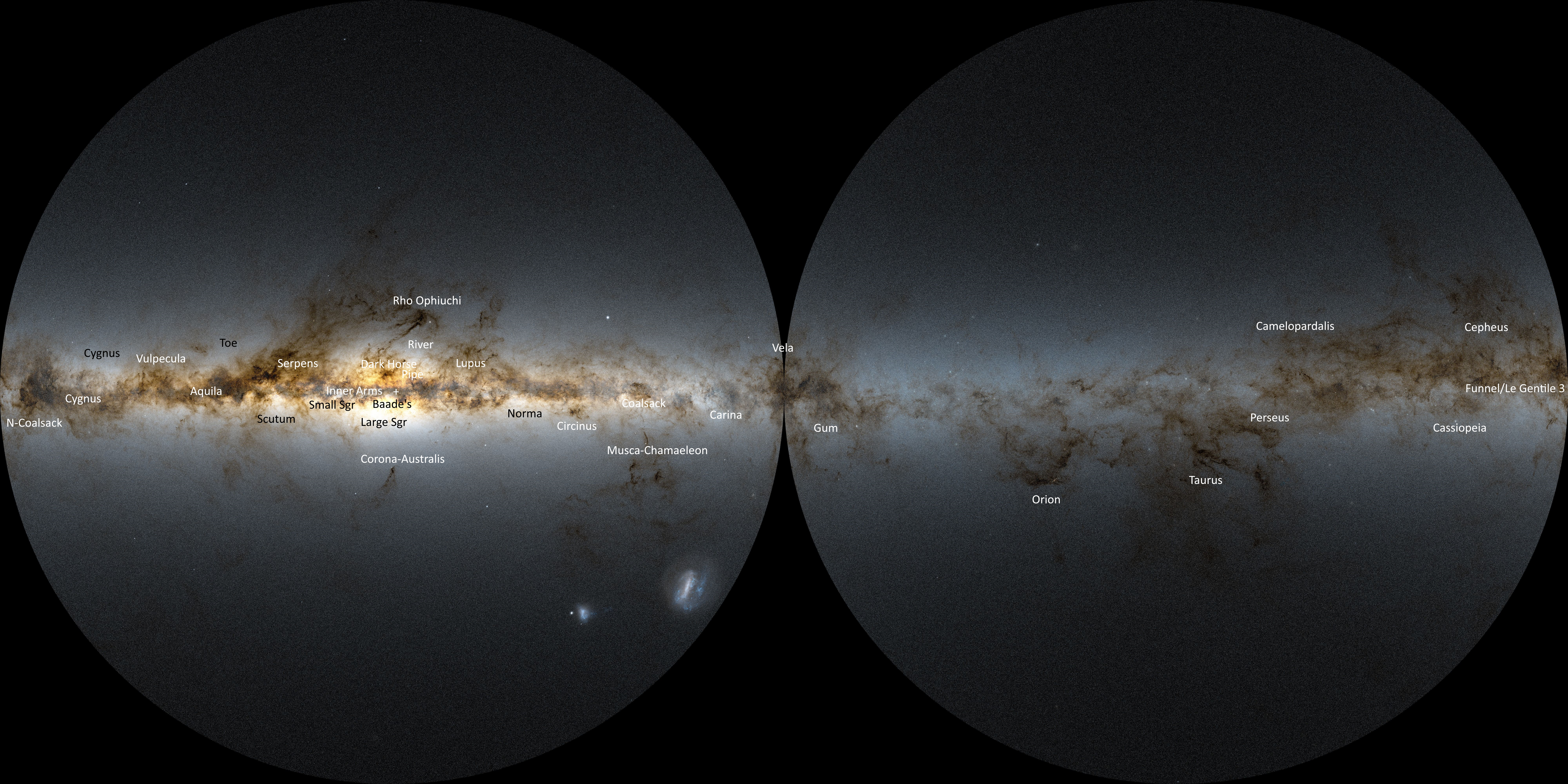
نظرة عامة على مجرة درب التبانة كما يراها مسبار غايا، مع تحديد المعالم الداكنة البارزة والسحب النجمية. يمتد الصدع العظيم من أقصى اليسار عبر مجال النجوم المجري.

إحدى المناطق التي يحجبها الصدع العظيم هي رابطة كوكبة الداجة "OB2"، وهي مجموعة من النجوم الشابة  وواحدة من أكبر مناطق تكوين النجوم ضمن نطاق 2 كيلو فرسخ فلكي. يمكن رؤية شقوق داكنة مشابهة في العديد من المجرات الحافة مثل NGC 891 في مجرة المرأة المسلسلة وNGC 4565 (مجرة الإبرة) في كوكبة الهلبة. 

## الملاحظة البشرية

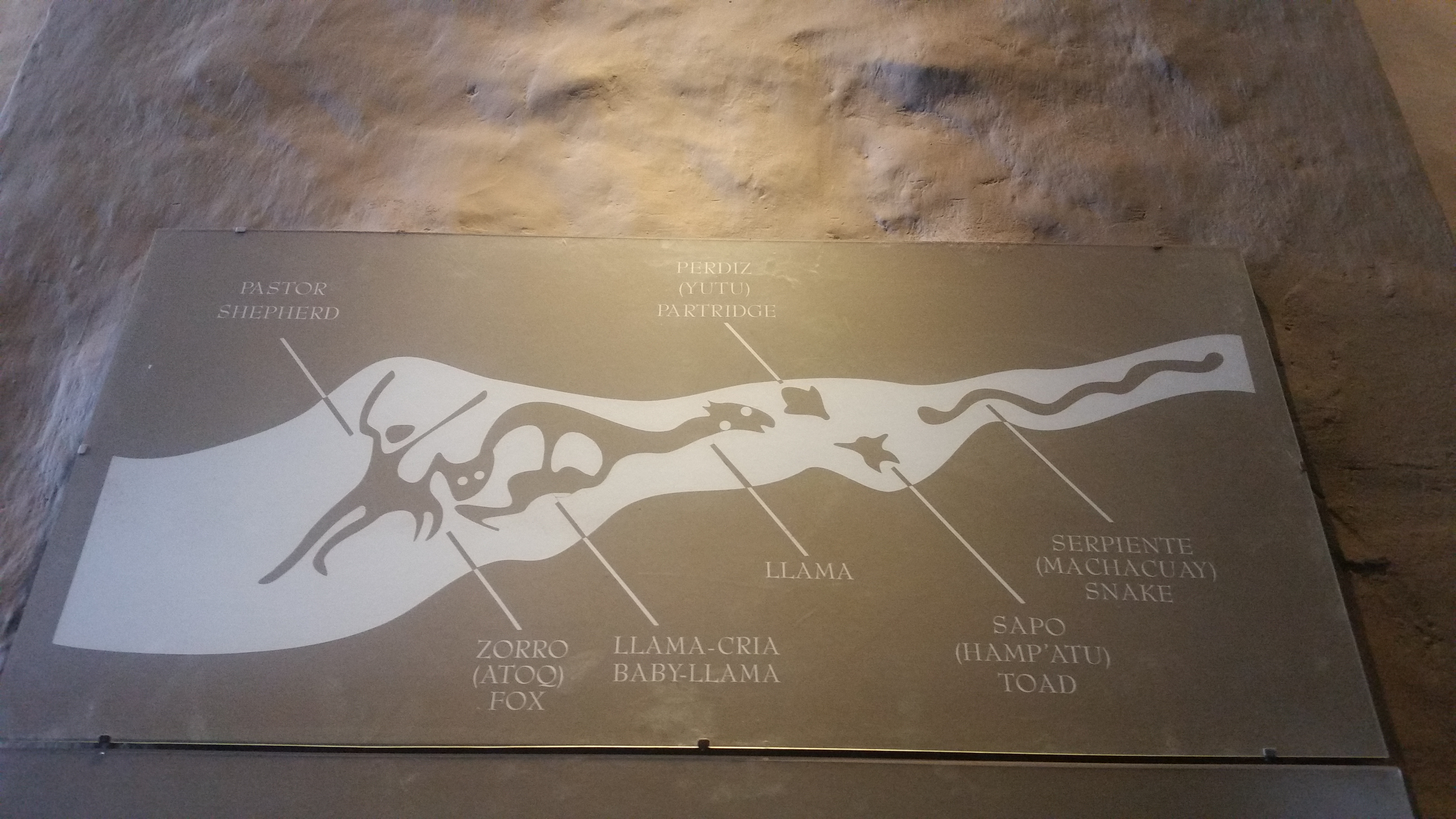
تخطيط لبعض "مجموعات" الصدع العظيم كما تمثلها الإنكا

تم التعرف على المناطق المظلمة التي تحجب إضاءة سماء الليل لمجرة درب التبانة في ظروف جوية جافة من قبل العديد من الحضارات القديمة. في أمريكا الجنوبية، أعطت الإنكا بعض أنماط الظلام والنجوم أسماء تشبه الأبراج النجمية، متضمنة حيوانات مثل اللاما، الثعلب، والضفدع، والتي اعتقدوا أنها تشرب من "النهر العظيم" (درب التبانة) وتظهر كصور ظلية.
وصف اليونانيون الكلاسيكيون الصدع العظيم بأنه طريق الدمار الذي خلفه فايثون، الذي حاول قيادة عربة هيليوس (إله الشمس) عبر السماء، لكنه فقد السيطرة، مما تسبب في الفوضى قبل أن يصيبه زيوس بصاعقة. 

بدأ علم الفلك الحديث بملاحظة الصدع العظيم لأول مرة في القرن الثامن عشر، لكنه ظل لغزًا حتى أوائل القرن العشرين. حينها، قدم الاستاذ بارنارد وماكس وولف التفسير المقبول حاليًا بعد دراسة فوتوغرافية دقيقة. 

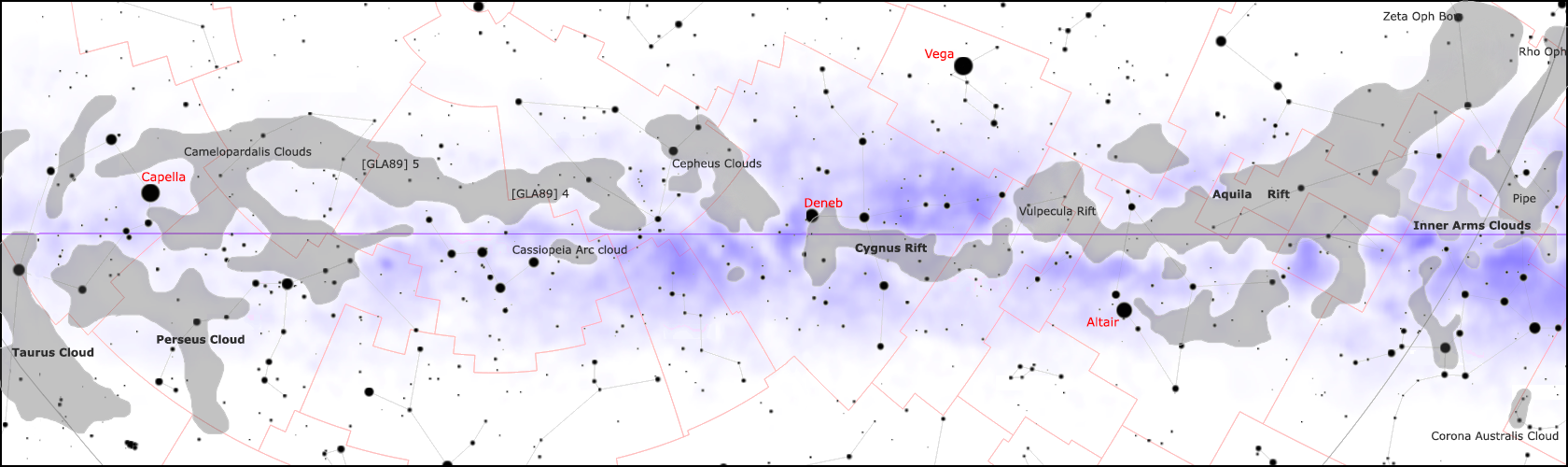
السدم المظلمة الرئيسية لنصف قمة الشمس من المستوى المجري ، مع صدع الدجاجة وأكويلا في الصدع العظيم في وسط اليمين. على اليسار توجد السحب الداكنة لموجة رادكليف.

وعن هذا قال برنارد:
| « | لم أصدق في البداية وجود هذه الكتل المظلمة التي تحجب الرؤية. ولم يكن الدليل قاطعًا. ولكن زيادة الأدلة المستمدة من صوري الفوتوغرافية أقنعتني فيما بعد، وخاصة بعد فحص بعضها بصريًا، بأن العديد من هذه العلامات لم تكن ببساطة بسبب نقص حقيقي في النجوم، بل كانت في الواقع أجسامًا تحجب الرؤية أقرب إلينا من النجوم البعيدة. — مجلة الفيزياء الفلكية (1919) | » |

## أنظر أيضا
- سديم كيس الفحم
- الأبراج السحابية المظلمة
- علم فلك سكان أستراليا الأصليين
- سحابة نجمية صغيرة من برج القوس